# Alexandra Andresen
Alexandra Andresen (Oslo, 23 de julio de 1996) es una joven amazona y adiestradora de caballos noruega.
Es considerada la multimillonaria más joven del mundo.
Hija de Kristin y Johan Henrik Andresen, tiene una hermana mayor Katharina. Ambas son herederas de la compañía Ferd dedicada a la industria del tabaco en Noruega durante más de 150 años. Cada una de ellas porta el 42% de las acciones de la empresa. La revista Forbes las acaba de incluir en la lista de las 30 personas menores de 40 más ricas del planeta. Reside en Alemania, y se dedica a competir profesionalmente en adiestramiento de caballos, actividad en la que ostenta varios premios.